# La coscienza di Zeno (miniserie televisiva 1988)
La coscienza di Zeno è una miniserie televisiva italiana del 1988. Andò in onda il 14 e il 21 aprile.

## Storia
Prodotta da First Film per Rai 2, è tratta dal romanzo omonimo di Italo Svevo e interpretata, nel ruolo principale di Zeno Cosini, da Johnny Dorelli, qui impegnato in una delle sue prime interpretazioni drammatiche dopo il successo ottenuto come cantante melodico e attore comico (Dorellik) e brillante.
La sceneggiatura è curata, come già nel precedente sceneggiato La coscienza di Zeno, dal giornalista e drammaturgo Tullio Kezich con Dante Guardamagna. La regia televisiva è di Sandro Bolchi.
Il cast comprende anche Ottavia Piccolo ed Eleonora Brigliadori nei panni della moglie e della cognata del protagonista, Christiane Jean, Mario Maranzana, Sergio Fantoni, Andrea Giordana e Alain Cuny.